# 施瓦茨埃尔登
施瓦茨埃尔登是德国莱茵兰-普法尔茨州的一个市镇。总面积6.98平方公里，总人口258人，其中男性137人，女性121人（2011年12月31日），人口密度37人/平方公里。